# You Made Me
You Made Me es el álbum solista por el líder de Buckcherry, Josh Todd.

## Lista de canciones
1. "Mind Infection"– 3:04
2. "Broken" – 3:40
3. "The Walls" – 3:59
4. "Flowers And Cages" – 3:45
5. "Shine" – 3:45
6. "Afraid" – 3:39
7. "Blast" – 3:22
8. "Burn" – 3:08
9. "Circles" – 3:30
10. "Straight Jacket" – 3:12
11. "Slave" – 4:03
12. "Wasted" – 3:33
13. "Lovely Bones" - 4:15

## Listas y certificaciones
Álbum - Billboard (América del Norte)
| Año  | Lista                 | Posición |
| ---- | --------------------- | -------- |
| 2004 | The Billboard 200     | 74       |
| 2004 | Billboard Heatseekers | 1        |

| País   | Certificación | Ventas/Envíos |
| ------ | ------------- | ------------- |
| Canadá | Oro           | 50,000        |